# 富久山町福原
富久山町福原（ふくやままち ふくはら）は、福島県郡山市の大字である。郵便番号は963-8061。

## 地理
郡山市中部の富久山地区に属する。北で日和田町、日和田町八丁目、北東で富久山町堂坂、東で富久山町北小泉、富久山町南小泉、南東で阿久津町、南で富久山町久保田、西で富久山町八山田、八山田とそれぞれ隣接する。概ね町村制施行以前の安積郡福原村の流れを汲む地域である。一級水系阿武隈川左岸、支流の愛宕川右岸域、藤田川最下流左岸域とその支流の照内川流域を主な範囲とする。南北に縦貫するJR東北本線西側は奥州街道沿線の市街地、および郡山市街地北側のベッドタウンとして住宅地が広がる。反対に東側は日東紡績富久山事業センターをはじめ工場などが立地し、更に川沿いの平地には水田が広がる。富久山町福原に所在する郡山北警察署富久山交番、及び富久山町八山田に所在する郡山消防署富久山分署がそれぞれ管轄にあたる。

### 主な字
字
- 福原
- 東
- 照内
- 惣ケ久保
- 崇ノ前
- 左内
- 白石田

- 宝田
- 町裏
- 町田
- 竹ノ内
- 沼下
- 鳴伊賀
- 鳴神

- 柿内戸
- 舟橋
- 鶴番
- 大塚
- 上台
- 道ノ窪
- 大師前

- 神明
- 上之内
- 長沼
- 五斗蒔田
- 釜沼
- 神子田
- 東苗内

- 中之内
- 塩島
- 前物打
- 猪田
- 一斗蒔田
- 一里坦
- 鎌田

- 境田
- 陣場
- 三斗蒔田
- 水尾沢
- 泉崎
- 東内打

### 河川・湖沼
一級水系阿武隈川水系
- 阿武隈川
  - 愛宕川
  - 藤田川
    - 照内川
      - 宝沢沼

## 歴史
- 1879年1月27日 - 旧二本松藩領福原村が福島県内における郡区町村制の施行により安積郡の村となる。
- 1889年4月1日 - 町村制の施行により福原村が久保田村、八山田村と合併し安積郡富久山村が発足する。旧福原村域は富久山村の大字となる。
- 1937年4月1日 - 富久山村が町制施行し富久山町となる。
- 1965年5月1日 - 富久山町が郡山市、安積郡全町村および田村郡田村町と合併し新たな郡山市が設立され、郡山市の大字となる。

## 世帯数と人口
2025年1月1日現在の世帯数と人口は以下の通りである。
| 大字         | 世帯数    | 人口    |
| ------------ | --------- | ------- |
| 富久山町福原 | 3,676世帯 | 8,244人 |

## 小・中学校の学区
市立小・中学校に通う場合、学区は以下の通りとなる。
| 番地 | 小学校             | 中学校             |
| --- | ------------------ | ------------------ |
| 古戸、古舘、寺ノ前、元町、大塚、大南、上台、 道ノ窪、大師前、水穴、長沼、大木前、 陣馬の一部 | 郡山市立小泉小学校 | 郡山市立名健中学校 |
| 福原の一部、東、照内、惣ケ久保、崇ノ前、 左内、戸ノ内、白石田、北畑、大鏑、山中、 亀ノ子田、宝田、町浦、町田、西原、竹ノ内、 沼下、鳴伊賀の一部、中田、鳴神、柿内戸、 舟橋、鶴番、猪田の一部、僧ケ久保 | 郡山市立明健小学校 | 郡山市立名健中学校 |
| 上記を除く全域 | 郡山市立行健小学校 | 郡山市立行健中学校 |

## 交通

### 鉄道
JR東日本
- 東北新幹線
- 東北本線
- 磐越東線

### 道路
- 国道288号（旧国道4号・三春街道）
  - 逢隈橋
  - 富久山バイパス
    - 富久山大橋
- 福島県道355号須賀川二本松線（旧々国道4号（奥州街道））
- 一級市道53号昭和二丁目八山田線（内環状線）

## 施設等
- 郡山市富久山行政センター
- 富久山公民館
- 富久山クリーンセンター
- 郡山東郵便局
- 富久山郵便局
- 富久山自動車学校
- 宝沢ゴルフビレッジ
- 日東紡績 富久山事業センター
  - 日東グラスファイバー工業
- 三万石 本社工場
- コカ・コーラボトラーズジャパン 郡山セールスセンター
- コメリ 福島地区流通管理センター
- 富久山スポーツ広場
- 豊景神社